# Landkreis Elbe-Elster
Landkreis Elbe-Elster (Nedresorbisk Wokrejs Łobjo-Halšter; Øvresorbisk Wokrjes Łobjo-Halštrow) er en landkreis i den sydlige del af den tyske delstat Brandenburg. Administrationsby er Herzberg

## Geografi
Kreisen ligger mod syd i Brandenburg. Bortset fra Landkreis Prignitz er det den eneste brandenburgske Kreis, der (med byen Mühlberg) ligger ved Elben. Den anden navngivende flod, Schwarze Elster, løber gennem den sydlige og vestlige del af landkreisen
Nabokreise er mod  nordvest den  sachsen-anhaltiske Landkreis Wittenberg, i nord landkreisene Teltow-Fläming og Dahme-Spreewald, mod øst  Landkreis Oberspreewald-Lausitz, i syd den sachsiske Landkreis Riesa-Großenhain og i vest Landkreis Torgau-Oschatz, der også ligger i  Sachsen.
Det samlede areal udgør  1 889 km², hvoraf 972 km² er landbrugsområder, 673 km² har skovdrift, og 66 km² er dels byer og friarealer (pr 31.12.2005)
- Mellem Finsterwalde og Elsterwerda ligger  Naturpark Niederlausitzer Heidelandschaft.

## Byer og kommuner
Efter komunalreformen  2003 (Gemeindegebietsreform) består landkreisen af 33 kommuner, herunder 11 byer. 
Kreisen havde 102638  indbyggere pr.  2018-12-31

| Byer ¹ amtstilhørende by 1. Bad Liebenwerda (9188) 2. Doberlug-Kirchhain (9062) 3. Elsterwerda (7856) 4. Falkenberg/Elster (6368) 5. Finsterwalde (16220) 6. Herzberg (Elster) (9027) 7. Mühlberg/Elbe (3734) 8. Schlieben ¹ (2422) 9. Schönewalde (3040) 10. Sonnewalde (3231) 11. Uebigau-Wahrenbrück (5245) Amtsfri kommune 1. Röderland (3836) |

| Amter med tilhørende kommuner (* markerer amtssæde) 1. Elsterland (4519) 1. Heideland (506) 2. Rückersdorf (1350) 3. Schilda (454) 4. Schönborn * (1524) 5. Tröbitz (685) 2. Kleine Elster (Niederlausitz) (5509) 1. Crinitz (1182) 2. Lichterfeld-Schacksdorf (984) 3. Massen-Niederlausitz * (1898) 4. Sallgast (1445) | 3. Plessa (6120) 1. Gorden-Staupitz (956) 2. Hohenleipisch (2014) 3. Plessa * (2654) 4. Schraden (496) 4. Schlieben (5239) 1. Fichtwald (614) 2. Hohenbucko (638) 3. Kremitzaue (806) 4. Lebusa (759) 5. Schlieben, Stadt * (2422) 5. Schradenland (4444) 1. Gröden * (1346) 2. Großthiemig (1018) 3. Hirschfeld (1248) 4. Merzdorf (832) |